# جهان به روایت خانواده کیپسکی
جهان به روایت خانواده کیپسکی (لهستانی: Świat według Kiepskich؛ ‏انگلیسی: The World According to the Kiepskis) یک مجموعهٔ تلویزیونی کمدی لهستانی است که در سال ۱۹۹۹ منتشر شد و پخش آن طبق اعلام پلست در سال ۲۰۲۲ به پایان خواهد رسید.
این سریال، زندگی یک خانواده ناکارآمد لهستانی ساکن وروتسواف را دنبال می‌کند. بیشتر قسمت‌های آن متمرکز بر «فردیناند کیپسکی»، پدرِ خانوادۀ کیپسکی است، که برای بهبود وضعیت مالی و زندگی خود برنامه‌ریزی می‌کند، اما در بیشتر موارد در نهایت شکست می‌خورد. این سریال نقیضه‌ای طنزگونه از زندگی کلیشه‌ای خانواده‌های لهستانی است و با زبانی طنز و ساده، ایرادهای مختلف جامعه (دشنام‌گویی، تنبلی، خودخواهی، الکلیسم، کج‌رفتاری، بی‌تفاوتی، گستاخی و غیره) را نشان می‌دهد. این سریال از جهاتی شبیه به سریال آمریکایی متأهل… بچه‌دار است.

## بازیگران
- آندژی گرابوفسکی
- مارژنا کیپیل-شتوکا
- کشیشتف دراچ
- آندژی گائوا
- میکووای کراوچیک
- یاکوب کامینسکی
- بارتوش ژوکوفسکی
- کریستینا فلدمان
- باربارا مولارچیک
- چسواف لاسوتا
- گراژینا ژیلینسکا
- رافائو مور
- ریشارد کوتیس
- مارتسل شِـتِن‌خِلم
- آنا ایلچوک
- توماش تیندیک
- آنا شیمانچیک
- ماچئی میکووایچیک
- پاوئو نوویش
- یاتسک بورکوفسکی
- کریستینا فلدمان
- میکووای رُزنرسکی
- ووادیسواف گِژیوْنا
- تادئوش وویتیخ
- مارتسل شِـتِن‌خِلم
- یژی شیبال
- لئون خارِویچ
- یژی واپینسکی
- یانوش خابیور
- ادیتا خِربوش
- پیوتر استراموفسکی
- آنا ایبرسر
- آندژی دِسکور
- بوهدان وازوکا
- لخ دیبلیک
- میخاو چرنتسکی
- داریوش شیاستاچ
- هنریک گوونبیفسکی
- ماگدالنا کاتسپشاک
- زوفیا چروینسکا
- زبیگنیف لِـشِنی
- میخاو لِشِنی
- یوآنا کوروفسکا
- ماریوش درنژک
- پیوتر زِلت
- یژی سنوتا
- آدام تسیفکا
- ویولتا آرلاک
- بوهدان اسمولن
- داریوش گناتوفسکی
- رناتا پاویس
- بئاتا راکوفسکا
- هنریک نیه‌بودک
- بئاتا اُلگا کووالسکا
- میخاو میلوویچ
- ادوین پتریکات
- وویچیخ اسکیبینسکی
- هانا اشلشینسکا
- کشیشتف کیرشنوفسکی
- الکساندرا ژینکیویچ
- اوا زوئوتوفسکا
- میخاو کوترسکی
- یان یانکوفسکی
- الژبیتا یودوئوفسکا
- الژبیتا یاروشیک
- پیوتر میازگا
- آگنیشکا ودارچیک
- دانیل اولبریخسکی
- یژی نوواک
- یوآنا بروژیک
- کاتاژینا فیگورا
- سواوومیر سولِـی
- کاتاژینا گالیتسا
- کشیشتف کرافچیک
- کشیشتف اسکیبا
- لئون نیمچیک
- ماگدالنا مازور
- مارچین دوروچینسکی
- مارچین ترونسکی
- میخاو اوربانیاک
- میئوگوست رچک
- پیوتر گونسافکی
- پیوتر پرنگوفسکی
- روبرت گونرا
- سواومیر
- تادئوش کفینتا
- توماش ساپریک
- زبیگنیف وودتسکی
- رادوسواف پازورا
- گژگوش وارخوئو
- کریستینا تکاچ
- دوروتا کامینسکا
- ماوگوژاتا لیپمان
- اورشولا دمبسکا
- زجیسواف کوژنیار
- کارول اشتراسبورگر
- ائوگنیوش پریویژینسف
- ماریوش یاکوس
- سباستیان استانکیه‌ویچ